# Хаген ам Теутобургер Валд
Хаген ам Теутобургер Валд (њем. Hagen am Teutoburger Wald) општина је у њемачкој савезној држави Доња Саксонија. Једно је од 34 општинска средишта округа Оснабрик. Према процјени из 2010. у општини је живјело 14.192 становника. Посједује регионалну шифру (AGS) 3459020.

## Географски и демографски подаци
Хаген ам Теутобургер Валд се налази у савезној држави Доња Саксонија у округу Оснабрик. Општина се налази на надморској висини од 110 метара. Површина општине износи 34,5 km². У самом мјесту је, према процјени из 2010. године, живјело 14.192 становника. Просјечна густина становништва износи 411 становника/km².

## Међународна сарадња
| Мјесто  | Држава | Врста сарадње | Од    |
| ------- | ------ | ------------- | ----- |
| Барчево | Пољска | пријатељство  | 1995. |
| Извор   |        |               |       |